# Lista odcinków serialu Wirus
Poniżej znajduje się lista odcinków serialu telewizyjnego Wirus, emitowanego przez amerykańską stację kablową FX od 13 lipca 2014 roku do 17 września 2017 roku. Powstały cztery serią, które łącznie składają się z 46 odcinków. W Polsce serial był emitowany od 2 września 2014 roku do 26 stycznia 2018 roku przez Fox.
| Sezon | Sezon | Odcinki | Oryginalna emisja | Oryginalna emisja    | Oryginalna emisja | Oryginalna emisja    | Oryginalna emisja |
| Sezon | Sezon | Odcinki | Premiera sezonu   | Finał sezonu         | Premiera sezonu   | Finał sezonu         |                   |
| ----- | ----- | ------- | ----------------- | -------------------- | ----------------- | -------------------- | ----------------- |
|       | 1     | 13      | 13 lipca 2014     | 5 października 2014  | 2 września 2014   | 25 listopada 2014    |                   |
|       | 2     | 13      | 12 lipca 2015     | 4 października 2015  | 27 lipca 2015     | 12 października 2015 |                   |
|       | 3     | 10      | 28 sierpnia 2016  | 30 października 2016 | 20 września 2016  | 22 listopada 2016    |                   |
|       | 4     | 10      | 16 lipca 2017     | 17 września 2017     | 23 listopada 2017 | 26 stycznia 2018     |                   |

## Sezon 1 (2014)
| Nr | #  | Tytuł                                 | Reżyseria          | Scenariusz                                 | Premiera (FX)       | Premiera (Fox)       |
| -- | -- | ------------------------------------- | ------------------ | ------------------------------------------ | ------------------- | -------------------- |
| 1  | 1  | Feralna noc Night Zero                | Guillermo del Toro | Guillermo del Toro Chuck Hogan             | 13 lipca 2014       | 2 września 2014      |
| 2  | 2  | Skrzynia The Box                      | David Semel        | David Weddle Bradley Thompson              | 20 lipca 2014       | 9 września 2014      |
| 3  | 3  | Gładko poszło Gone Smooth             | David Semel        | Chuck Hogan                                | 27 lipca 2014       | 16 września 2014     |
| 4  | 4  | Nie dla każdego It's Not for Everyone | Keith Gordon       | Regina Corrado                             | 3 sierpnia 2014     | 23 września 2014     |
| 5  | 5  | Zbiedzy Runaways                      | Peter Weller       | Gennifer Hutchison                         | 10 sierpnia 2014    | 30 września 2014     |
| 6  | 6  | Okultacja Occultation                 | Peter Weller       | Justin Britt-Gibson                        | 17 sierpnia 2014    | 7 października 2014  |
| 7  | 7  | Zapłata For Services Rendered         | Charlotte Sieling  | David Weddle Bradley Thompson              | 24 sierpnia 2014    | 14 października 2014 |
| 8  | 8  | Nocne stwory Creatures of the Night   | Guy Ferland        | Chuck Hogan                                | 31 sierpnia 2014    | 21 października 2014 |
| 9  | 9  | Zaginieni The Disappeared             | Charlotte Sieling  | Regina Corrado                             | 7 września 2014     | 28 października 2014 |
| 10 | 10 | Bliscy Loved Ones                     | John Dahl          | Gennifer Hutchison                         | 14 września 2014    | 4 listopada 2014     |
| 11 | 11 | Trzeci tor The Third Rail             | Deran Sarafian     | Justin Britt-Gibson Chuck Hogan            | 21 września 2014    | 11 listopada 2014    |
| 12 | 12 | Ostatni namaszczenie Last Rites       | Peter Weller       | Carlton Cuse David Weddle Bradley Thompson | 28 września 2014    | 18 listopada 2014    |
| 13 | 13 | Mistrz The Master                     | Phil Abraham       | Carlton Cuse Chuck Hogan                   | 5 października 2014 | 25 listopada 2014    |

## Sezon 2 (2015)
| Nr | #  | Tytuł                                       | Reżyseria       | Scenariusz                      | Premiera (FX)       | Premiera (Fox)       |
| -- | -- | ------------------------------------------- | --------------- | ------------------------------- | ------------------- | -------------------- |
| 14 | 1  | 'Brooklyn, stan Nowy Jork' BK, NY           | Gregory Hoblit  | Carlton Cuse & Chuck Hogan      | 12 lipca 2015       | 27 lipca 2015        |
| 15 | 2  | 'Za każdą cenę ' By Any Means               | TJ Scott        | Bradley Thompson, David Weddle  | 19 lipca 2015       | 27 lipca 2015        |
| 16 | 3  | 'Fort Defiance ' Fort Defiance              | Guy Ferland     | Regina Corrado                  | 26 lipca 2015       | 3 sierpnia 2015      |
| 17 | 4  | 'Srebrny anioł ' The Silver Angel           | J. Miles Dale   | Chuck Hogan                     | 2 sierpnia 2015     | 10 sierpnia 2015     |
| 18 | 5  | 'Szybko i bezboleśnie ' Quick and Painless  | J. Miles Dale   | Liz Phang                       | 9 sierpnia 2015     | 17 sierpnia 2015     |
| 19 | 6  | 'Tożsamość ' Identity                       | Howard Deutch   | Justin Britt-Gibson             | 16 sierpnia 2015    | 24 sierpnia 2015     |
| 20 | 7  | 'Urodzeni ' The Born                        | Howard Deutch   | Chuck Hogan                     | 23 sierpnia 2015    | 31 sierpnia 2015     |
| 21 | 8  | 'Intruzi ' Intruders                        | Kevin Dowling   | David Weddle & Bradley Thompson | 30 sierpnia 2015    | 7 września 2015      |
| 22 | 9  | 'Bitwa o Red Rock ' The Battle for Red Hook | Kevin Dowling   | Regina Corrado                  | 6 września 2015     | 14 września 2015     |
| 23 | 10 | 'Zamachowiec ' The Assassin                 | Phil Abraham    | Liz Phong                       | 13 września 2015    | 21 września 2015     |
| 24 | 11 | 'Ślepa uliczka' Dead End                    | Phil Abraham    | Carlton Cuse, Regina Corrado    | 20 września 2015    | 28 września 2015     |
| 25 | 12 | 'Upadłe światła ' Fallen Light              | Vincenzo Natali | Bradley Thompson, David Weddle  | 27 września 2015    | 5 października 2015  |
| 26 | 13 | 'Nocny pociąg' Night Train                  | Vincenzo Natali | Carlton Cuse, Chuck Hogan       | 4 października 2015 | 12 października 2015 |

## Sezon 3 (2016)
8 sierpnia 2015 roku stacja F/X zamówiła trzeci sezon, który będzie liczył 10 odcinków.
| Nr | #  | Tytuł                                             | Reżyseria       | Scenariusz                     | Premiera (FX)        | Premiera (Fox)       |
| -- | -- | ------------------------------------------------- | --------------- | ------------------------------ | -------------------- | -------------------- |
| 27 | 1  | ' Silni jak Nowy Jork' New York Strong            | J. Miles Dale   | Carlton Cuse, Chuck Hogan      | 28 sierpnia 2016     | 20 września 2016     |
| 28 | 2  | 'Zła biel' Bad White                              | J. Miles Dale   | David Weddle, Bradley Thompson | 4 września 2016      | 27 września 2016     |
| 29 | 3  | 'Pierworodny' First Born                          | Ken Girotti     | Chuck Hogan                    | 11 września 2016     | 4 października 2016  |
| 30 | 4  | 'Zmiany' Gone But Not Forgotten                   | Ken Girotti     | Regina Corrado                 | 18 września 2016     | 11 października 2016 |
| 31 | 5  | 'Szaleństwo' Madness                              | Deran Sarafian  | Liz Phang                      | 25 września 2016     | 18 października 2016 |
| 32 | 6  | 'Bitwa o Central Park' The Battle of Central Park | Deran Sarafian  | Bradley Thompson, David Weddle | 2 października 2016  | 25 października 2016 |
| 33 | 7  | 'Kolaboranci' Collaborators                       | TJ Scott        | Chuck Hogan, Glen Whitman      | 9 października 2016  | 1 listopada 2016     |
| 34 | 8  | 'Białe światło' White Light                       | TJ Scott        | Regina Corrado, Liz Phang      | 16 października 2016 | 8 listopada 2016     |
| 35 | 9  | 'Działaj lub zgiń' The Do or Die                  | Vincenzo Natali | David Weddle, Bradley Thompson | 23 października 2016 | 15 listopada 2016    |
| 36 | 10 | 'Upadek' The Fall                                 | Carlton Cuse    | Carlton Cuse, Chuck Hogan      | 30 października 2016 | 22 listopada 2016    |

## Sezon 4 (2017)
| Nr | #  | Tytuł                                  | Reżyseria      | Scenariusz                     | Premiera (FX)    | Premiera (Fox)    |
| -- | -- | -------------------------------------- | -------------- | ------------------------------ | ---------------- | ----------------- |
| 37 | 1  | 'Czerw się zmienia' The Worm Turns     | J. Miles Dale  | Carlton Cuse, Chuck Hogan      | 16 lipca 2017    | 23 listopada 2017 |
| 38 | 2  | 'Podatek od krwi' The Blood Tax        | Miles Dale     | Liz Phang                      | 23 lipca 2017    | 30 listopada 2017 |
| 39 | 3  | 'Jeden strzał' One Shot                | Kevin Dowling  | Bradley Thompson, David Weddle | 30 lipca 2017    | 7 grudnia 2017    |
| 40 | 4  | 'Nowe horyzonty' New Horizons          | Kevin Dowling  | Mickey Fisher                  | 6 sierpnia 2017  | 14 grudnia 2017   |
| 41 | 5  | 'W brzuchu bestii' Belly of the Beast  | Norberto Barba | Jeff Wadlow                    | 13 sierpnia 2017 | 21 grudnia 2017   |
| 42 | 6  | 'Zbrukana miłość' Tainted Love         | Norberto Barba | Paul Keables                   | 20 sierpnia 2017 | 28 grudnia 2017   |
| 43 | 7  | 'Uroboros' Ouroboros                   | Thomas Carter  | Andy Iser                      | 27 sierpnia 2017 | 4 stycznia 2018   |
| 44 | 8  | 'Ekstrakcja' Extraction                | Paco Cabezas   | Liz Phang                      | 3 września 2017  | 11 stycznia 2018  |
| 45 | 9  | 'Zdrajca' The Traitor                  | Jennifer Lynch | David Weddle,Bradley Thompson  | 10 września 2017 | 19 stycznia 2018  |
| 46 | 10 | 'Ostatnia linia obrony' The Last Stand | J. Miles Dale  | Chuck Hogan & Carlton Cuse     | 17 września 2017 | 26 stycznia 2018  |